# Idrossicalcioroméite
L'idrossicalcioroméite è un minerale del gruppo della roméite. Studi sulla struttura cristallina hanno appurato che la lewisite è in realtà idrossicalcioroméite.